# منطقه ۱۴ شهرداری تهران
منطقهٔ ۱۴ شهرداری تهران یکی از مناطق شرقی-جنوب شرقی شهر تهران است.منطقه ۱۴ شهرداری از شمال، به خیابان پیروزی، حد فاصل میدان شهدا تا میدان شهید کلاهدوز و امتداد آن به سمت حوزه آبریز قصر فیروزه، از غرب؛ به خیابان ۱۷ شهریور، حد فاصل میدان خراسان تا میدان شهدا، از جنوب؛ به خیابان خاوران، حد فاصل میدان خراسان تا تقاطع میثم و ۴۵ متری آهنگ، از شرق؛ به بزرگراه بسیج مستضعفین، حد فاصل میدان شهید کلاهدوز تا تقاطع آهنگ با بزرگراه بسیج مستضعفین، حوزه آبریز و قصر فیروزه محدود می‌شود. این منطقه از جهت غرب با منطقه دوازده، از شمال با منطقه سیزده و از جهت جنوب با منطقه پانزده همجوار و همسایه است. از محله‌های معروف این منطقه می‌توان دولاب، سلیمانیه، چهارصد دستگاه، کوی بانک رهنی، صد دستگاه، سرآسیاب ، اصفهانک و قصرفیروزه را نام برد. دروازه دولاب، یکی از ۱۲ دروازه تهران در این منطقه قرار داشته‌است. باغ وثوق‌الدوله، قبرستان مسیحیان، بقعه چهل تن و زمین‌های کشاورزی و باغ‌های گل از جاذبه‌های منطقه ۱۴ است. این منطقه دارای شش ناحیه و بیست و یک محله است که بیشترین محله‌ها را در بین مناطق تهران به خود اختصاص داده‌است. این منطقه ۲/۳ درصد از کل مساحت شهر تهران را به خود اختصاص داده‌است؛ بنابراین در شمار مناطق کم وسعت تهران محسوب می‌شود.برخی از چهره‌های مطرح ورزشی و فرهنگی در این منطقه در دروه‌ای از زندگی و کودکی‌شان در محله‌های مختلف منطقه چهارده زیستند. از آن جمله می‌توان اشاره کرد به عبدالمحمد آیتی، محمد معین، فضل‌الله محلاتی، نواب صفوی، محمود استادمحمد، حسن حبیبی، سید مهدی طباطبائی، علی پروین، همایون شاهرخی، هادی نراقی، گودرز حبیبی، فرامرز ظلی، رسول صدرعاملی، جعفر کاشانی، بهزاد فراهانی، آرین نصیری و اصغر شرفی

## تاریخچه
سابقه سکونتگاهی شهری این منطقه به دوره پهلوی بازمی‌گردد.
- محدوده کنونی منطقه چهارده واقع شده در قسمت شرقی شهر تهران، پیش از قرن حاضر بیرون از حصار ناصری بود. این منطقه در آن دوران فقط شامل هسته‌های روستایی دولاب و سلیمانیه بوده‌است. اما با گسترش مراکز مسکونی در شهر تهران و اطراف آن بعد از جنگ جهانی دوم، این منطقه نیز در راستای دو محور شرقی (خیابان پیروزی کنونی) و جنوبی (خیابان ۱۷ شهریور کنونی) ساخته شد. به تدریج محله‌های آن شکل گرفت که برخی به خاطر داشتن هسته روستایی به شکل ارگانیک گسترش یافت و برخی چون چهارصد دستگاه به شکل منظم و با نقشه معماری از پیش تعیین شده ساخته شدند.[۴]
- عناصر تاریخی مانند دروازه دولاب در این منطقه وجود دارد که نقش هویت بخشی به آن می‌دهد؛ دروازه دولاب یکی از دروازه‌های دوازده‌گانه شهر تهران بوده که متأسفانه به دستور شهردار وقت تهران در عصر پهلوی تخریب شد.[۴] امروزه تنها نامی از این بنای شهر باقیمانده است. همچنین گورستان ارامنه که به جز قدمت تاریخی اهمیتی بین‌المللی نیز دارد از دیگر مناطق تاریخی برجای مانده از تهران قدیم است. همچنین سلیمانیه نیز جزئی از آبادی دولاب به‌شمار می‌رفته و نام قدیمی آن اصفهانک بوده‌است. از اعتمادالسلطنه در سال ۱۳۰۰ (قمری) نقل شده‌است؛ ده سال قبل (۱۲۹۰ هـ. ق) زمین اصفهانک را به عضدالملک فروختند و او قناتی به اسم پسرش سلیمان خان در آن احداث کرد و آن را سلیمانیه نامید. باغ وثوق‌الدوله، بقعه چهل‌تن و زمین‌های کشاورزی و باغ‌های گل از جاذبه‌های منطقه چهارده است. این منطقه در مسیر مسیل سرخه حصار قرار دارد، که از ارتفاع‌های شرق تهران سرچشمه گرفته‌است و به سمت جنوب حرکت می‌کند.[۴]

## اطلاعات عمومی
محدوده
منطقه ۱۴ شهرداری از شمال، به خیابان پیروزی، حد فاصل میدان شهدا تا میدان شهید کلاهدوز و امتداد آن به سمت حوزه آبریز قصر فیروزه، از غرب؛ به خیابان ۱۷ شهریور، حد فاصل میدان خراسان تا میدان شهدا، از جنوب؛ به خیابان خاوران، حد فاصل میدان خراسان تا تقاطع میثم و ۴۵ متری آهنگ، از شرق؛ به بزرگراه بسیج مستضعفین، حد فاصل میدان شهید کلاهدوز تا تقاطع آهنگ با بزرگراه بسیج مستضعفین، حوزه آبریز و قصر فیروزه محدود می‌شود. این منطقه از جهت غرب با منطقه دوازده، از شمال با منطقه سیزده و از جهت جنوب با منطقه پانزده همجوار و همسایه است.
مختصات جغرافیایی
منطقه در حدود طول شرقی ۵۱ درجه و ۲۶ دقیقه و ۵۰ ثانیه تا ۵۱ درجه و ۳۰ دقیقه و ۴۶ ثانیه و عرض شمالی ۳۵ درجه و ۴۱ دقیقه و ۳۴ ثانیه تا ۳۵ درجه و ۳۹ دقیقه و ۲۳ثانیه قرار گرفته‌است.
وسعت و جمعیت
منطقه چهارده شهرداری تهران بدون احتساب حریم قصرفیروزه دارای ۱۴/۵۴ کیلومتر مربع مساحت و با احتساب حریم قصرفیروزه مساحت آن بالغ بر ۲۲/۰۲ کیلومتر مربع است. این منطقه ۲/۳ درصد از کل مساحت شهر تهران را به خود اختصاص داده‌است؛ بنابراین در شمار مناطق کم وسعت تهران محسوب می‌شود. جمعیت این منطقه براساس سرشماری سال ۱۳۹۰ ایران، ۴۸۴٬۳۳۳ نفر (۱۵۳٬۶۴۹ خانوار) شامل ۲۴۴٬۱۲۲ مرد و ۲۴۰٬۲۱۱ زن می‌باشد.

## مراکز مهم
در این منطقه مراکز متعدد تاریخی و فرهنگی وجود دارد. همچنین محل زندگی شمار قابل توجهی از چهره‌های ماندگار علمی و فرهنگی و ورزشی بوده‌است.
مراکز مهم
- گورستان ارامنه
- بقعه چهل تن
- موزه خانه محمد معین
- ورزشگاه تختی تهران
- سینما میلاد
- سینما ناهید
- سینما پیروزی (تهران)
- سینما شکوفه
- کوشک وثوق الدوله (باغ سلیمانیه)
- بازار گل شهید محلاتی
- مسجد جامع بقیةالله
- حمام دولاب
- آرامگاه زرتشتیان

مراکز درمانی
- بیمارستان بعثت
- بیمارستان مردم

بوستان‌ها
- چهارصددستگاه
- بوستان ابوذر
- بوستان ابیانه
- بوستان ارتباطات
- بوستان نسترن
- بوستان گلسار
- بوستان مقداد
- بوستان گل نما
- بوستان شهید صالحی
- بوستان صاحب الزمان

مراکز علمی
- دانشگاه امام هادی
- دانشگاه آزاد اسلامی تهران جنوب
- دانشکده علمی کاربردی نبرد
- دانشکده زینب
- دانشکده خاتم الانبیا
- دانشکده شهید مطهری

مشاهیر منطقه
برخی از چهره‌های مطرح ورزشی و فرهنگی در این منطقه در دروه‌ای از زندگی و کودکی‌شان در محله‌های مختلف منطقه چهارده زیستند.
- عبدالمحمد آیتی
- محمد معین
- فضل‌الله محلاتی
- نواب صفوی
- محمود استادمحمد
- حسن حبیبی
- سید مهدی طباطبائی
- علی پروین
- آرین نصیری
- همایون شاهرخی
- هادی نراقی
- گودرز حبیبی
- فرامرز ظلی
- رسول صدرعاملی
- جعفر کاشانی
- بهزاد فراهانی
- اصغر شرفی

## محله
این منطقه دارای شش ناحیه و بیست و یک محله است که بیشترین محله‌ها را در بین مناطق تهران به خود اختصاص داده‌است.
- قصر فیروزه
- جوادیه
- شکوفه
- چهارصد دستگاه
- دلگشا
- مینا
- سرآسیاب دولاب
- شاهین
- صد دستگاه
- شیوا
- نبی اکرم
- صاحب‌الزمان
- شاهد
- پرستار
- ابوذر
- تاکسیرانی
- عارف
- گذر پایین دولاب
- دولاب
- حسین‌آباد دولاب
- شهدای گمنام

## حمل و نقل عمومی
منطقه چهارده از طریق برخی ایستگاه‌های مترو تهران به شبکه حمل و نقل ریلی درون‌شهری دسترسی دارد. همچنین از طریق بزرگراه شهید محلاتی به شبکه بزرگراهی تهران دسترسی دارد. همچنین در ضلع شرق منطقه ۱۴ بزرگراه بسیج قرار دارد و در جنوب به بزرگراه‌های آزادگان، بعثت و از شمال به ۴۵ متری تهرانپارس و از غرب خیابان به دماوند متصل می‌شود.
- ایستگاه متروی پیروزی
- ایستگاه متروی نبرد
- ایستگاه شیخ‌الرئیس
- ایستگاه متروی نیرو هوایی
- ایستگاه متروی شهید کلاهدوز
- ایستگاه متروی بسیج
- ایستگاه متروی شاه‌آبادی
- ایستگاه متروی چهل تن
- ایستگاه متروی میدان شهدا
- ایستگاه  متروی میدان خراسان
- ایستگاه متروی امیرکبیر